# Pallasmaa
Pallasmaa (Duits: Pallasma) is een plaats in de Estlandse gemeente Muhu, provincie Saaremaa. De plaats heeft de status van dorp (Estisch: küla).

## Bevolking
Het dorp had 14 inwoners op 31 december 2011 en 20 inwoners op 31 december 2021.

## Ligging
Pallasmaa ligt aan de noordkust van het eiland Muhu. Ten oosten van de plaats ligt het beschermde natuurgebied Nõmmküla hoiuala (1,4 km²).

## Geschiedenis
Pallasmaa werd in 1592 voor het eerst genoemd onder de naam Palliaspe Rose en in 1645 onder de naam Pallasmeh und Vannaleib, een groepje boerderijen op het landgoed van Tamse. Pas rond 1900 was er sprake van een dorp Pallasmaa.
Het buurdorp Mõisaküla maakte tussen 1977 en 1997 deel uit van Pallasmaa.